# Tongaroo River
Der Tongaroo River oder auch Jacobs River ist ein Fluss im Südosten des australischen Bundesstaates New South Wales.

## Verlauf
Er entspringt unterhalb des Purgatory Hill in der Pilot Wilderness Area, einem bundesstaatlichen Naturschutzgebiet südlich anschließend an den Kosciuszko-Nationalpark. Von seiner Quelle fließt er in südöstlicher Richtung und mündet schließlich in den Snowy River. Nächstgelegene Siedlung ist die Kleinstadt Ingebirah am gleichnamigen Bach, einem Nebenfluss des Tongaroo River.